# Artūras Karnišovas
Artūras Karnišovas, né le 27 avril 1971 à Klaipėda, est un joueur lituanien de basket-ball. Après sa carrière de joueur, il se reconvertit en tant que scout puis cadre dans l’organigramme des franchises NBA.

## Biographie

### Début de carrière
Karnišovas est né à Klaipėda de Mykolas, un basketteur, et d'Irena. Karnišovas commence sa carrière en Lituanie, avec Statyba Vilnius, alors qu'il était au lycée, et y joue jusqu'en 1990. Son père a également joué pour Statyba et ils sont le seul duo père-fils à jouer pour l'équipe à un moment donné de leur carrière. Exprimant son intérêt pour jouer et étudier aux États-Unis, Karnišovas a obtenu une invitation à jouer au basketball universitaire à l'université de Seton Hall à la suite d'une recommandation de Šarūnas Marčiulionis à l'entraîneur-chef de Seton Hall, P. J. Carlesimo pendant le Championnat du monde FIBA 1990.

### Carrière universitaire
Karnišovas a été le premier joueur de l'URSS à jouer dans un collège américain. En quatre ans à jouer pour les Pirates de Seton Hall, Karnišovas a aidé l'équipe à remporter deux tournois Big East et à se qualifier pour le tournoi NCAA quatre fois de suite. Chez les Pirates, Il évolue avec des joueurs comme Terry Dehere, Luther Wright et Anthony Avent. L'équipe atteint les quarts de finale du tournoi lors de sa saison freshman où elle se heurte à UNLV et Larry Johnson (défaite 65-77). Il passe un cap en junior au poste d'ailier-fort (14,6 points, 6,6 rebonds, 1,7 passe, 50,8 % aux tirs avec 44,9 % à 3 point et 83,5 % aux lancers francs). Leader de l'équipe pour sa dernière année, il doit souvent jouer pivot car le départ de Luther Wright n'a pas été compensé. Le recrutement de l'Université n'a pas été à la hauteur et le Lituanien se retrouve comme seule menace offensive de l'équipe et n'est pas ménagé par les défenses adverses (18,3 points, 6,8 rebonds, 1,8 passe et 1,4 contre à 39,6 % de réussite au tir avec 38,3 % à 3 points et 83,3 % aux lancers francs). Seton Hall se fait sortir dès le premier tour par Michigan State (73-84). Pour son dernier match universitaire, il inscrit 23 points (4 sur 7 aux tirs et 14 sur 15 aux lancers francs), 10 rebonds, 2 passes et 2 contres en 39 minutes.
Un temps pressenti au premier tour de la draft NBA 1994, il n'est finalement pas retenu. Il paye le manque de visibilité sur son poste réel (4 ou 3?), la chute de ses pourcentages de réussite lors de son année senior et la méfiance à l'époque envers les joueurs européens.

### Carrière Professionnelle

#### Cholet Basket (1994-1995)
Karnišovas commence sa carrière professionnelle en rejoignant l'équipe de Cholet Basket, en remplacement de Dennis Hopson blessé. En contact avec des équipes espagnoles et italiennes, il rejoint le club français car il connait Antoine Rigaudeau et la bonne réputation de CB. Il fait ses débuts contre le SLUC Nancy, le 19 novembre 1994 durant la 9ème journée de Pro A. Il inscrit 14 points (5 sur 14 aux tirs, 0 sur 5 à trois points) et prend 10 rebonds en 34 minutes pour son premier match professionnel qui se solde par une victoire (81-65). Pour son deuxième match, Il sort du terrain à la suite d'un choc à la tête avec Harun Erdenay lors d'une rencontre  de Coupe Korac contre Ülker İstanbul, il ne reviendra pas en jeu. Marque 21 points à 9 sur 12 aux tirs, avec 4 rebonds et 3 passes dans la victoire (83-79) de Cholet en Coupe Korać contre une grosse équipe de la Virtus Bologne (Djordjevic, Vincenzo Esposito, Dan Gay). Établit son record offensif en plantant 33 points pour accompagner ses 11 rebonds dans une défaite au Mans. Prends 14 rebonds (record) pour aller avec ses 21 points et 4 passes le 14 janvier 1995 dans une victoire contre Levallois. Inscrit 27 points à 11 sur 15 aux tirs et 5 rebonds dans une défaite après prolongation à Pau (93-95). Combine 66 points avec Antoine Rigaudeau (29 et 37) dans une défaite après prolongation contre le PSG (86-87) le 18 février. Marque 29 points à 9 sur 15 tirs, 4 rebonds et 5 passes dans une victoire contre la JDA Dijon (84-72). Pour le dernier match de la saison régulière, il inscrit 28 points (à 11 sur 12 aux tirs) , prends 7 rebonds avec 3 passes et 3 interceptions dans la victoire contre la SIG Strasbourg. En 18 matchs il affiche les stats suivantes : 21,1 points, 6,4 rebonds, 2,7 passes et 1,2 interception avec 55,3 % aux tirs (42,3 % à 3 points) et 80,5 % aux lancers francs en 37 minutes de temps de jeu. Il est le meilleur marqueur de Cholet et le 7ème de Pro A. Classé 4ème (16 victoires/10 défaites), Cholet est qualifié pour les playoffs où l'équipe est éliminée en demi-finale par Antibes (2 à 0) après avoir passé Montpellier en quart (2 manches à une). Karnišovas inscrit 31 points dans son dernier match en France dans la large défaite (93-110) à Antibes. En 5 matchs de playoffs, il émarge à 22,6 points, 4,6 rebonds et 3,6 passes avec 56,3 % de réussite (38,1 % à 3 pts) et 82,1 % aux lancers francs en 35 minutes.

#### FC Barcelone (1995-1997)
Karnišovas tape dans l'œil de Barcelone qui doit faire face à la retraite de la légende San Epifanio. Il est le meilleur marqueur la première année (21 points, 5,2 rebonds, 2,7 passes en 31 minutes de temps de jeu) dans une équipe championne d'Espagne. L'objectif principal des blaugranas est de remporter l'Euroleague. Première de son groupe (10 victoires/ 4 défaites). Le FC Barcelone élimine Ulker Istanbul en quart (2 manches à 0) puis les grands rivaux du Real Madrid lors du Final Four (76-66 avec 24 points et 6 passes de Karnišovas) qui se déroule à Paris. Karnišovas (23 points, 8 rebonds et 6 passes) réalise une grande finale contre le Panathinaikos de Božidar Maljković et Dominique Wilkins mais Barcelone perd dans les dernières secondes avec la controverse du contre illégal de Stojko Vranković sur José Antonio Montero (score final 66-67). Pour ses performances lors de cette saison, Karnišovas reçoit le trophée de Joueur européen de l'année 1996.
Barcelone est de nouveau champion d'Espagne l'année suivante, l'équipe subit de nombreux changements à l'intersaison (arrivées de Ramón Rivas, Roger Esteller, Rafa Jofresa puis de Aleksandar Đorđević en cours de saison), Karnišovas est toujours un des leaders de l'équipe (16,4 points, 5,2 rebonds en 30 minutes). Nouvel échec en Finale de l'Euroleague contre l'olympiakos de David Rivers (58-73), Karnišovas marque 14 points lors de cette rencontre.

#### Olympiakos (1997-1998)
L'ailier lituanien rejoint les champions de Grèce et d'Europe en titre mais la saison est un échec. L'équipe perd son titre national (le Panathinaikos est champion) et est éliminée en 8e de finale de l'Euroleague par le Partizan Belgrade. En 14 matchs d'Euroleague, il marque 17,1 points, prend 5,2 rebonds et fait 2,6 passes de moyenne en 35 minutes de temps de jeu.

#### Fortitudo Bologne (1998-2000)
La Fortitudo accueille Karnišovas pour deux saisons. L'équipe est ambitieuse, elle veut devenir championne d'Italie pour la première fois et briser l’hégémonie de sa rivale la Virtus, dans la ville de Bologne. La formation est composée de joueurs comme Carlton Myers, Gregor Fučka, Gianluca Basile et Damir Mulaomerović. Encore deux saisons pleines pour le balte (plus de 15 points, 4 rebonds, à plus de 55% aux tirs en cumulés) et la Fortitudo devient Championne d'Italie en 2000. Karnišovas rallie encore le Final Four de l'Euroleague en 1999 (défaite en demi-finale contre la Virtus Bologne: 57-62). Il a le meilleur pourcentage aux lancers francs (89,6 %) de la compétition européenne cette année là.

#### Retour au FC Barcelone (2000-2002)
Il revient à Barcelone pour encadrer le projet jeune du Barça qui développe Juan Carlos Navarro et Pau Gasol. Karnišovas retrouve aussi son compatriote Šarūnas Jasikevičius et Alain Digbeu qu'il a déjà croisé en France. Dans un effective riche, l'ailier joue moins (25 minutes en moyenne) mais contribue (13,6 points, 4,2 rebonds la première année; 10,1 points, 3,2 rebonds pour la seconde) à la bonne santé de l'équipe espagnole qui réalise le doublé Championnat et Coupe du Roi en 2001.

### En équipe nationale
Karnišovas a débuté dans les équipes de jeunes de l'URSS. Il est 3e du Championnat d'Europe cadet en 1987 avec les soviétiques. En senior, il fut un cadre de l'équipe de Lituanie qui redevient indépendante après l'éclatement du Bloc de l'Est. A 20 ans, il est le plus jeune joueur lituanien aux Jeux Olympiques de Barcelone en 1992. Au milieu des stars lituaniennes et ex-membres de l'équipe d'URSS que sont Sabonis, Marčiulonis, Kurtinaitis et Chomičius, Karnišovas assure 11,2 points et 3 rebonds de moyenne et possède la 3e meilleur adresse à 3 points du tournoi avec 55 %. Les lituaniens remportent la médaille de bronze en battant la CEI.
La Lituanie est une des favorites de l'Eurobasket 1995. L'ailier est le 3e marqueur de l'équipe (17,9 points, 5,6 rebonds, 57,1 % de réussite aux tirs (43,8 % à 3 points) en 34 minutes) derrière Marciulonis et Sabonis. Il passe notamment 24 points et 13 rebonds à la Suède en match de poule. Les baltes sont vice-champions d'Europe après leur défaite dans une finale épique contre la Yougoslavie (90-96). Karniovas marque 19 points lors de ce match.
Il est de nouveau médaillé de bronze aux Jeux olympiques d'Atlanta en 1996, il est le deuxième meilleur marqueur et rebondeur (15,3 points, 5,1 rebonds) derrière Arvydas Sabonis.
Il est le meilleur marqueur d'une jeune équipe lituanienne lors de l'Euro 1997 (20,7 points, 5,9 rebonds, 3,8 passes, 53,5 % aux tirs et 43,2 % à 3 points). Marciulonis et Kurtinaitis ont pris leur retraite internationale et Sabonis est absent. Il marque 31 points avec 7 rebonds et 4 passes contre la France et 27 points avec 5 passes contre la Turquie en matchs de poule. La Lituanie est battue sèchement par la Yougoslavie en quart de finale (60-75). L'équipe finit finalement 6e de l'Euro. Karnisovas est élu dans le cinq idéal de la compétition. Il est le 4ème meilleur marqueur et 5e meilleur rebondeur de l'Euro.
Le championnat du Monde 1998 sera le seul de Karnisovas. L'occasion est belle pour la Lituanie car les américains sont privés des joueurs NBA pour cause de lockout. Les États-Unis se retrouve d'ailleurs dans le même groupe que les baltes et c'est la Lituanie qui sort vainqueur du match (84-82) avec un grand Karnisovas (29 points). Premier de leur groupe (3 victoires, 0 défaite), la Lituanie chute lourdement en quart contre la Russie (67-82). Karnisovas est de nouveau élu dans le cinq idéal du tournoi avec ses 17,1 points et 6 rebonds de moyenne.
L'Euro 1999 en France sera sa dernière grande compétition internationale. La Lituanie espère effacer les déceptions des compétitions précédentes avec le retour de la légende Arvydas Sabonis. Le premier match du tournoi est une surprise car les baltes tombent contre la République Tchèque. La Lituanie remporte ses deux matchs suivant et se qualifie pour le second tour où elle domine son groupe (5 victoires et 1 défaite) battant notamment facilement la Turquie, la Croatie et l'Italie. Elle est largement favorite de son quart de finale contre l'Espagne mais elle s'incline de deux petits points (72-74). La Lituanie finit 5e après un large succès contre la Russie (103-72), Karnisovas marque 18 points pour son dernier match en sélection. Il affiche des moyennes de 14,2 points, 5,3 rebonds, 3,3 passes à 63,5 % de réussite (50 % à 3 points et 87,8 % aux lancers francs) en 28 minutes.
En tout il aura participé à 3 Eurobasket, 2 Jeux Olympiques et un Championnat du Monde.

### Après carrière
Karnišovas a travaillé pour le bureau des opérations de basket-ball de la National Basketball Association de 2003 à 2008, puis est devenu scout international pour les Houston Rockets pendant cinq ans, tout en dirigeant l'Adidas Eurocamp (un tournoi de préparation pour les joueurs européens sélectionnés dans la draft NBA) en 2011 et 2012. Le 16 juillet 2013, il est devenu le directeur général adjoint des Denver Nuggets. Karnišovas a été considéré comme l'un des meilleurs candidats pour être le nouveau directeur général des Brooklyn Nets en 2016. En 2017, Karnišovas a émergé comme l'un des candidats au poste de directeur général pour les Milwaukee Bucks. Le 6 juin 2017, il est resté l'un de leurs trois derniers candidats originaux, avec Wes Wilcox et Justin Zanik. Le 13 juin 2017, il a été annoncé que seuls Karnišovas et le directeur général par intérim des Bucks, Justin Zanik, étaient toujours les meilleurs candidats pour le poste. Deux jours plus tard, le 15 juin 2017, les Nuggets ont fait de Karnišovas leur nouveau directeur général, Tim Connelly devenant le président de l'équipe des opérations de basket-ball. Sa première signature notable en tant que directeur général a été un contrat pluriannuel avec Paul Millsap le 13 juillet 2017. Le 15 février 2019, Karnišovas a signé une prolongation de contrat pluriannuelle avec les Nuggets.
Le 13 avril 2020, Karnišovas est nommé au poste de vice-président chargé des Opérations Basket, au sein de la franchise américaine des Bulls de Chicago, évoluant en NBA,.

### Style de Jeu
Joueur polyvalent, Karnišovas peut jouer ailier ou ailier-fort avec une préférence pour le poste 3. Il fait honneur à la réputation des tireurs baltes en affichant en carrière des moyennes aux tirs largement aux dessus des 50 % avec plus de 40 % à 3 points et 80 % aux lancers francs. Joueur d'équipe, il peut être aussi bien être le leader offensif ou évoluer avec d'autres fort scoreurs comme il l'a montré au cours de sa carrière. Complet, il est bon en un contre un et dans le catch & shoot et peut jouer dos au panier. Il possède des qualités athlétiques au-dessus de la moyenne des joueurs européens de l'époque.

## Palmarès

### Équipe nationale
- Jeux olympiques d'été:
  - Médaille de bronze aux Jeux olympiques d'été de 1992 à Barcelone
  - Médaille de bronze aux Jeux olympiques d'été de 1996 à Atlanta
- championnat d'Europe de basket-ball
  - Vice-champion d'Europe des Nations en 1995

### Club
- Finaliste de l'Euroligue 1996 et 1997
- Ligue ACB 1996, 1997 et 2001
- Championnat d'Italie en 2000
- Coupe du Roi en 2001
- Élu meilleur joueur de l'année 1996 par la FIBA

## Pour approfondir